# Nová Ves u Brloha
Nová Ves  (deutsch Neudorf b. Berlau) ist eine Gemeinde mit 400 Einwohnern in Tschechien. Sie liegt 18 Kilometer westlich von České Budějovice und gehört zum Okres Český Krumlov. Nová Ves gehört der Mikroregion Podkletí an. Die Katasterfläche beträgt 993 ha.

## Geographie

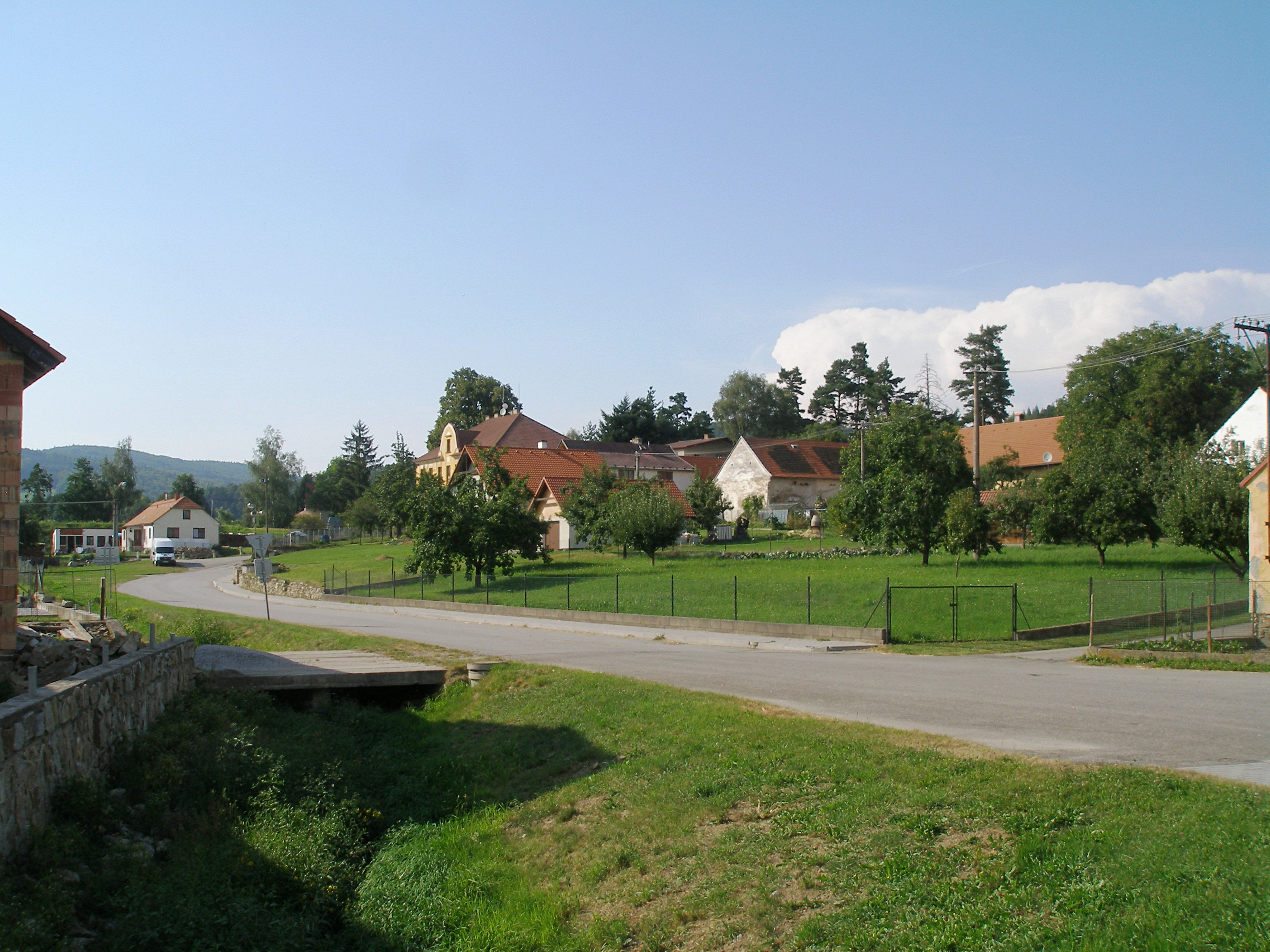
NovaVes

Der Ort befindet sich in 558 m ü. M. im Tal des Chmelenský potok im Blanský les. Nachbarorte sind České Chalupy im Nordwesten, Holašovice im Nordosten, Chmelná im Südosten sowie Brloh im Südwesten.

### Gemeindegliederung
Die Gemeinde Nová Ves besteht aus den Ortsteilen České Chalupy (Böhmischhäuser) und Nová Ves. Grundsiedlungseinheiten sind České Chalupy, Nová Ves und Řeviny.

### Nachbargemeinden
|                 | Záboří u Českých Budějovic                  |        |
| Brloh pod Kletí | Kompassrose, die auf Nachbargemeinden zeigt | Jankov |
|                 |                                             | Křemže |

## Geschichte
Das Dorf Nova villa wurde 1379 erstmals urkundlich erwähnt.

## Sehenswürdigkeiten
- im Ort befindet sich eine kleine barocke Kapelle

## Partnergemeinden
- Wileroltigen, Schweiz